# Novelas (álbum de Tiago Iorc)
Novelas é a primeira coletânea do cantor e compositor brasileiro Tiago Iorc, foi lançada em 18 de maio de 2015, através do selo discográfico SLAP da gravadora Som Livre. Nesta coletânea estão inclusas as canções que foram trilhas de novelas, como "It's a Fluke", "What a Wonderful World", "My Girl", "Scared", entre outras.

## Faixas
| N.º | Título                      | Compositor(es)            | Telenovela          | Duração |  |
| 1.  | "Nothing but a Song"        | Tiago Iorc                | Malhação (2007)     | 3:15    |  |
| 2.  | "Scared"                    | Iorc                      | Duas Caras          | 3:35    |  |
| 3.  | "Blame"                     | Iorc                      | A Favorita          | 3:53    |  |
| 4.  | "My Girl"                   | R. White W. Robinson      | Viver a Vida        | 3:29    |  |
| 5.  | "Gave Me a Name"            | Iorc                      | A Vida da Gente     | 5:16    |  |
| 6.  | "Fine"                      | Iorc                      | Malhação (2010)     | 3:08    |  |
| 7.  | "Story of a Man"            | Iorc                      | Malhação Conectados | 3:57    |  |
| 8.  | "It's a Fluke"              | Iorc J. Harris M. Ananias | Flor do Caribe      | 3:24    |  |
| 9.  | "Proibida Pra Mim (Grazon)" | Chorão                    | Geração Brasil      | 3:43    |  |
| 10. | "What a Wonderful World"    | Bob Thiele George Weiss   | Sete Vidas          | 4:01    |  |